# Meschenbach (Frankenblick)
Meschenbach ist ein Ortsteil der Gemeinde Frankenblick im Landkreis Sonneberg in Thüringen.

## Lage
Die Siedlung am Eschenbach liegt an der Kreisstraße 33 von Effelder in Richtung Süden, die durch den Ort nach Döhlau und Bayern führt.

## Geschichte
Etwa 1288 wurde das Dorf erstmals urkundlich erwähnt. Die Gemeinde weist 1340 nach dem Urkundenbuch des Klosters Banz nach. Der Name heißt Kleines Dorf am Eschenbach, wurde im Kloster Sonnefeld dargelegt. 1923/24 war der Ort erstmals mit Rauenstein zusammengeschlossen. Am 1. Mai 1992 wurde er erneut nach Rauenstein eingemeindet. Von 1994 bis 2012 gehörte Meschenbach zur Gemeinde Effelder-Rauenstein, seit 2013 zur Gemeinde Frankenblick.
Landwirtschaft und Spielwarenerzeugung waren Haupterwerbsquellen. Viele Arbeiter gingen nach Rauenstein in die Porzellanfabrik Rauenstein zur Arbeit. 2012 wohnten 125 Personen im Dorf.

## Sehenswürdigkeiten
- Die Zinselshöhle ist eine 170 Meter lange Karsthöhle, die der Retschenbach in den Schalkauer Muschelkalk gewaschen hat.[2] 1728 wurde sie erstmals erwähnt. 1988 wurde der Eingang wiederentdeckt. Führungen sind im Zeitraum vom 1. Mai bis 30. September möglich.
- St. Katharina

## Dialekt
In Meschenbach wird Itzgründisch, ein mainfränkischer Dialekt, gesprochen.